# بعد آخر
بلغة القرصنة جارغون، فان استخدام بعد اخر كوسيلة لبطانة خارجية اختصارا بأوائل حروف الكلمات هو أمر شائع إلى حد ما. استخدم لأول مرة من قبل ستيفن سي. جونسون في أواخر السبعينات من القرن الماضي في ياك (برنامج) كمرجع فكاهي لانتشار مثل هذا المترجم-المترجم في ذلك الوقت. ومن الأمثلة على ذلك:
- YAAP: منصب صعود بعد اخر (اعلان الفوز في NetHack)
- YABA : الاسم المختصر الرهيب لبعد آخر (انظر الاسم المختصر والحروف الأولية # الاستخدام الحالي).
- YABASIC : أساسيات البعد الآخر
- YaBB: لوحة إعلانات بعد آخر
- YACAS : نظام الحاسوب الجبري لبعد آخر
- ياك (برنامج): المترجم-المترجم لبعد آخر (المزود مع يونكس وأنظمة شبيهة يونكس)
- Yace : مشغل لعبة شطرنج من بعد آخر
- YafRay : شعاع الرسم المجاني من بعد آخر
- YAFFS : نظام ملف الفلاش من بعد آخر
- YAFUD : يوم سيء للبعد الآخر
- YAHT : البرنامج التعليمي من هاسكل للبعد الآخر
- ياهو! : بعد آخر الهيراركي شبه المعتمد من شركة أوراكل للبعد آخر [1]
- YAAM: بعد آخر سوق أندرويد بعد آخر
- YAM : بعد آخر مرسل بالبريد (موا(عميل بريد إلكتروني))
- يامل  [لغات أخرى]‏ : في الأصل، لغة ترميز النص للبعد الآخر
- YAPC : مؤتمر بيرل للبعد الآخر
- YARV : الجهاز الظاهري روبي للبعد الآخر
- YAS : في السابقكانت تعرف باسم مجتمع بعد آخر وتعرف الآن باسم مؤسسة بيرل
- ياست: أدوات برامج الاعدا لبعد اخر (جزء من توزيعة لينكس سوس)
- الداء العليقي: لغة سير العمل لبعد اخر
- الداء العليقي: مركز خدمة ويب بعد آخر

## وصلات خارجية
- «بعد اخر» الحالي يعمل على الإدخال في ملف جارغون

التصنيف: كمبيوتر جارغون